# Stereospecifik numrering

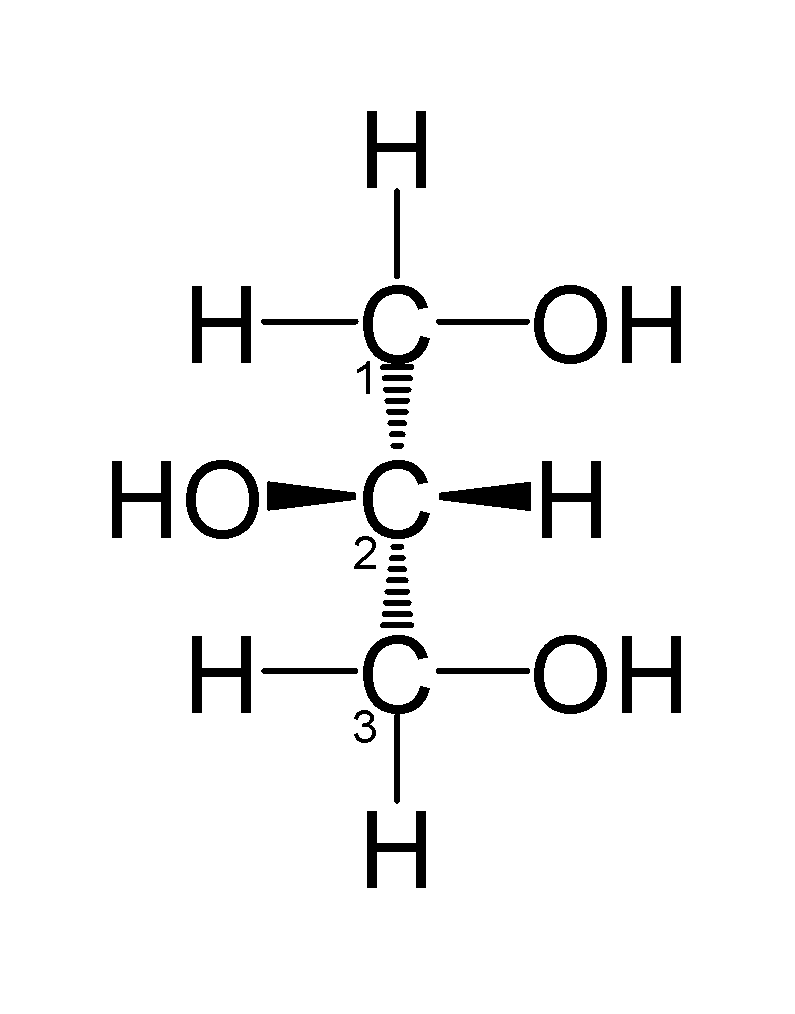

Stereospecifik numrering, (sn-nomenklatur), används för att kunna särskilja triacylglyceroler (TAG), om C-2 (kol-2) är ett asymmetriskt centrum. Behovet uppstår på grund av isomeri, det vill säga att olika kemiska föreningar kan ha samma molekylformel men har en annan inbördes sammankoppling eller konnektivitet.